# Pachybrachis subfasciatus
Pachybrachis subfasciatus (лат.) — вид жуков-скрытоглавов из семейства листоедов (Chrysomelidae). Северная Америка: Канада (Онтарио) и США (от Канзаса до Луизианы). Длина самцов 2,21 ± 0,09 мм, ширина 1,18 ± 0,06 мм. Окраска в основном чёрная с желтоватыми отметинами на надкрыльях; переднеспинка полностью чёрная (иногда с желтоватыми отметинами по бокам). Ассоциирован с такими растениями, как орех чёрный (Juglans nigra, Juglandaceae). Вид был впервые описан в 1824 году американским  натуралистом Джоном Иттоном Леконтом (J. E. LeConte, 1784—1860).